# یولین فرواکه
یولین فرواکه (انگلیسی: Julien Vervaecke; ۳ نوامبر ۱۸۹۹ – مه ۱۹۴۰) دوچرخه‌سوار اهل بلژیک بود.